# 大鱗勻鯻
大鱗勻鯻（學名：Leiopotherapon macrolepis）為鱸形目鱸亞目鯻科的其中一種，分布於大洋洲澳洲西北部沿海盆地的Prince Regent及Roe河上游流域，為特有種，本魚體粗壯，呈紡錘型，體長可達15公分，成魚棲息在沙石底質、水質清澈的溪流及水塘底中層水域，屬肉食性，以甲殼類及小魚為食，成魚會保護卵並搧動魚鰭提供足夠的氧，生活習性不明，可做為觀賞魚，飼養時水溫28°C 、酸鹼值為ph=7.8。

## 擴展閱讀
維基物種上的相關：大鱗勻鯻